# Малый Маныч
Ма́лый Ма́ныч (Ма́ныч) — солёное озеро в России, на границе Калмыкии и Ставропольского края. Относится к Донскому бассейну. Озеро расположено в центральной части Кумо-Манычской впадины к юго-востоку от озера Маныч-Гудило у села Манычское (Киста) Ставропольского края.

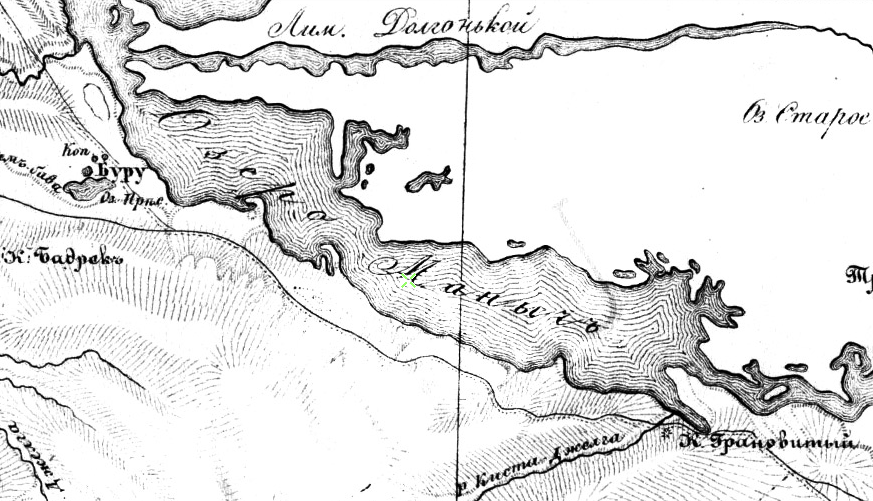
Озеро Маныч на Военно-топографической пятиверстной карте Кавказского края (конец XIX века).

В настоящее время озеро является составной частью Пролетарского водохранилища и неотделимо от других озёр Манычской котловины, затопленных в результате его сооружения. До затопления площадь поверхности озера составляла 78,8 км², водосборная площадь — 727 км². Озеро лежало на высоте 11 м над уровнем моря, сейчас уровень уреза воды в этом районе Пролетарского водохранилища составляет 12,8 м над уровнем моря).